# Alliance (Commewijne)
Alliance is een dorp en een voormalige suikerrietplantage in het district Commewijne in Suriname. Het ligt aan de rechteroever van de Commewijnerivier en aan het begin van de Matapicakreek. Bij het dorp worden in de 21e eeuw vooral citrusvruchten gekweekt die op de markt in Paramaribo worden verkocht. Alliance heeft een regionale functie met een school en een elektriciteitscentrale. Er is een bootverbinding met het dorp Alkmaar.
Op 18 augustus 2024 vond een dambreuk plaats waarna het dorp overstroomde. Het duurde meerdere dagen voordat het dorp weer drooggelegd was.

## Plantage
De plantage was een alliantie (samenvoeging) van negen plantages.
De eerste samenvoeging bestond uit Sporksgift en Lodewijksburg.
- Lodewijksburg werd rond 1744 aangelegd door Charles Godefroij.
- Sporksgift is 500 akkers groot en werd in 1752 aangelegd door John MacNeill. Hij vernoemde de plantage naar interim-gouverneur Hendrik Ernest Baron von Spörckle. De bijnaam was Makniri, afgeleid van de naam MacNeill.

In 1860 werd uitgebreid met nog zeven plantages. Toen de slavernij drie jaar later officieel werd afgeschaft, werkten er nog 502 slaven. De danmalige bezitter Hugh Wright was ook eigenaar van Hooyland aan de Commetewanekreek.
Alliance contracteerde tussen 1873 en 1929 in totaal 2016 Hindoestaanse en 2136 Javaanse arbeiders. In 1879 kwamen Hindoestaanse contractarbeiders in opstand tegen het gezag op de plantages Alliance en De Resolutie.
Alliance bleef tussen 1860 en 1953 suiker produceren, hierbij werd voor de verwerking van suiker gebruikgemaakt van de vacuümpan-methode. De onderneming was, op Mariënburg na, de laatste suikeronderneming in Suriname. 

## Staatsbedrijf
In 1953 werd Suiker Onderneming Alliance aangekocht door de staat. Het bestond toen uit de volgende gronden met in het totaal 5749 akkers:
- Alderat, 340 akkers
- Catharinnenburg, 212
- Constantia, 1 deel, 779 akkers
- Jonge Bijenkorf, 2 delen, 918 akkers
- Lodewijksburg, 500 akkers
- Nieuw Acconoribo, 1000 akkers
- Sporksgift, 500 akkers
- Vlaardingen, 500 akkers
- Zonnebloem, 1000 akkers

De staat had de bedoeling om de plantage te verkavelen en te verdelen onder de werknemers. Dit plan werd niet ten uitvoering gebracht. Vanaf 1973 ging het verder als Staatsbedrijf Alliance, gericht op de verbouw van onder meer citrusvruchten. In 1988 waren er een kleine honderd mensen werkzaam en woonden er rond driehonderd op de plantage. De grootte was inmiddels gehalveerd tot 2466 hectare. In 2001 was het aantal werknemers teruggelopen tot 46. 
A la bonne heure · Anna's Zorg · Akkerboom · Alliance · Alkmaar · Andresa · Auka · Andreesgift · Bantaskine · Barbados · Batavia · Beekenhorst · Belladrum · Bellevue · Belwaarde · Beninenburg · Berg en Dal · Bergen op Zoom · Berlijn (Commewijne) · Berlijn (Para) · Bethlehem · Boksweide · Boston · Botany Bay · Boxel · Bronswijk · Brouwerslust · Bruinendaal · Bucklebury · Buitenrust · Burnside · Cadrosspark · Caledonia · Campenburg · Cannewapibo · Catharina Sophia · Clevia  · Cliffort-Kokshoven · Clyde · Concordia · Concordia en een Kwart Lot · Courcabo · De Dageraad · De Goede Vriendschap · De Resolutie · De Vier Hendrikken · Diamond · Dijkveld · Domburg · Dordrecht · Eendragt · Elisabeth's Hoop · Ellen · L'Espérance (Nickerierivier) · L'Espérance (Surinamerivier) · Esthersrust · Fairfield · Fortuin · Flora · Florentia · Frederiksburg · Frederiksdorp · Frederikslust · Geertruidenberg · Geyersvlijt · Glensander · Gloria · Groot Chatillon · Groot Marseille · Guadeloupe · Hague · Hamburg · Hamilton · Hamptoncourt · Hannover · Hazard · Hebron · Hecht en Sterk · Hooyland · Hope · Houttuin · Huntly · Huwelijkszorg · Inverness · Jagtlust · Jodensavanne · Johan & Margaretha · Johanna Catharina · Johanna Maria · Johannesburg · John · Katwijk · Kent · Kerkshoven · Killenstein · Klein Bellevue · Kleinhoop · Krappahoek · Kroonenburg · Kwatta · La Jalousie · La Prosperité · La Rencontre · La Ressource (Saramacca) · La Ressource (Surinamerivier) · La Singularité · Laarwijk · Leasowes · Leliëndaal · Leonsberg · Livorno · Longmay · Lunenburg · Lust en Rust · Lustrijk · Maasstroom · Margarethenburg · Maria Petronella · Mariënbosch · Mariënburg · Margaretha's Gift · Mary's Hope · Meerzorg · Merveille · Moed en Kommer · Mon Bijou · Mon Souci · Mon Trésor · Monnikendam · Mopentibo · Morgenster · Moy · Nieuw Mocha · Nieuwzorg · Nieuwe Aanleg · De Nieuwe Grond · Nijd en Spijt · Novar · Nursery · Nut en Schadelijk · Onoribo · Onverwacht · Oranibo · Ornamibo · Overbrug · Overtoom 
· Oxford · Palestina · Paradise · Persévérance · Petersburg · Picardië · Peperpot · Pieterszorg · Plaisance · Poelwijk · Potosie · Purmerend · Reijnsdorp · Reijnsfort · Rijnberk · Roosenburg · Rorac · Rust en Werk · Rustenburg · Saltzhalen · Sans Souci · Saphir · Sarah · Sardam · Schaapstede · Schoonoord · Sinabo en Gelre · Sint Barbara · Sint Eustatius · Slootwijk · Sorgvliet · Spieringshoek · Standvastigheid · Suidwijn · Suzanna's Daal · Toevlugt (Surinamerivier) · Tout Lui Faut · Toledo · Totness · Tyronne · 't Vertrouwen · Victoria · Vierkinderen · Visserszorg · Voorburg · Voorzorg (Saramacca) · Vossenburg · Vredenburg · Vriendsbeleid en Ouderzorg · Vreeland · Waltonhall · Waldijk · Waterloo · Wederzorg · Welbedacht · Welgelegen (Commewijne) · Welgelegen (Coronie) · Welgevallen · Weltevreden · Wolffs Capoerica · Wolfenbüttel · 't Ylant · Zoelen · Zorg en Hoop (hout) · Zorg en Hoop (indigo) · Zorg en Hoop (katoen) · Zorg en Hoop (suiker)
1. ↑  Dagblad Suriname, Ernstige overstroming te Alliance door dambreuk, 21 augustus 2024
2. ↑  Dagblad Suriname, Plantage Alliance is weer droog..., 21 augustus 2024